# Eugenia brunoi
Eugenia brunoi är en myrtenväxtart som beskrevs av Joáo Rodrigues de Mattos. Eugenia brunoi ingår i släktet Eugenia och familjen myrtenväxter. Inga underarter finns listade i Catalogue of Life.